# Алмиранте Латоре (линеен кораб, 1913)
Алмиранте Латоре (на испански: Almirante Latorre) е чилийски линеен кораб (дреднаут) построен по поръчка на Чили във Великобритания. Спуснат на вода през 1913 г.
Понякога се отнася към едноименния тип линкори, който е модифициран Iron Duke. Първоначално той и „Алмиранте Кохрейн“ (на испански: Almirante Cochrane) са предназначени за Чили, в отговор на плановете за разширяване на бразилския и аржентинския флотове. При поръчването му е наречен „Валпараисо“ (на испански: Valparaíso), обаче още преди залагането му е преименуван на „Алмиранте Латоре“.

## Служба
В началото на Първата световна война, когато построяването му приближава към своя край, е изкупен от Великобритания и през 1915 г. е включен в състава на Кралския флот под названието HMS Canada. Взема участие в Ютландското сражение, изстрелва 42 14-дюймови и 109 6-дюймови снаряда по време на боя, без да получи повреди или загуби сред екипажа.
HMS Canada е едним от най-бързоходните линейни кораби в Кралския флот, развивайки на изпитанията, на 16 май 1918 г., скорост от 24,3 възела. Мощността при това съставя 52 682 к.с. при честота на въртене 335,5 об/мин.
„Алмиранте Кохрейн“ също е закупен от Великобритания и е преустроен в самолетоносача „Игъл“.
През април 1920 г. Canada е повторно продаден на Чили където, с първоначалното си име, става флагман на чилийския флот. През 1959 г. е разрязан за метал в Япония.